# Đề Đô thành Nam trang

Đề Đô thành Nam trang (hay còn gọi Đề tích sở kiến xứ) là một trong rất ít những bài Đường thi nói về chủ đề tình yêu của tác giả Thôi Hộ. Tuy sáng tác ít nhưng Thôi Hộ được "lưu danh thiên cổ" cũng nhờ vào bài thất ngôn tứ tuyệt gắn với "thiên tình sử" nhiều giai thoại này.
Khi sáng tác Truyện Kiều, Nguyễn Du cũng mượn hai câu trong bài thơ này để miêu tả tâm trạng Kim Trọng khi trở lại vườn Thúy thì Kiều đã bước vào con đường lưu lạc.

## Tác phẩm
| Nguyên tác 題都城南莊 去年今日此門中, 人面桃花相映紅; 人面不知何處去, 桃花依舊笑春風. | Phiên âm Đề Đô Thành Nam Trang Khứ niên kim nhật thử môn trung Nhân diện đào hoa tương ánh hồng Nhân diện bất tri hà xứ khứ Đào hoa y cựu tiếu xuân phong | Dịch nghĩa Đề (thơ) ở trại phía Nam Đô Thành Ngày này năm ngoái tại cửa đây Hoa đào và mặt người cùng ánh lên sắc hồng Gương mặt người xưa giờ không biết chốn nao (Chỉ thấy) hoa đào vẫn như cũ cười với gió xuân. - Đô Thành: Tức Trường An (kinh đô nhà Đường) |

## Giai thoại
Thôi Hộ tự Ân công, người quận Bác lăng, nay là Định huyện, tỉnh Trực lệ, Trung Hoa, sống vào khoảng niên đại Đường Đức tông. Thôi Hộ vốn lận đận khoa cử lại là người tuấn nhã, phong lưu nhưng sống khép kín, ít giao du.
Một lần nhân tiết Thanh minh, chàng trai Thôi Hộ dạo chơi phía nam thành Lạc Dương. Nhân thấy một khuôn viên trồng đào rất đẹp, tươi thắm những hoa, chàng đến gõ cổng xin nước uống. Lát sau lại thấy một thiếu nữ diễm lệ e ấp nấp trong vườn đào. Uống nước xong, chàng ra đi.
Năm sau, cũng trong tiết Thanh minh, người con trai trở lại chốn cũ, nhưng cổng đóng then cài, gọi mãi không thấy ai. Chàng viết bài thơ trên dán trên cổng. Lâu sau nữa, khi trở lại, chợt nghe tiếng khóc từ trong nhà vọng ra rồi thấy một ông lão ra hỏi chàng có phải là Thôi Hộ không và cho biết con gái của cụ sau khi đọc xong bài thơ bỏ cả ăn uống, đã chết, xác vẫn còn ở trong nhà. Thôi Hộ tìm vào đến bên xác người con gái, tuy đã tắt thở nhưng vẫn còn ấm và mặt mày vẫn hồng nhuận. Chàng quỳ xuống than van kể lể. Người con gái sống lại và họ trở thành vợ chồng. Bài thơ ghi lại mối tơ duyên bất hủ nhuốm màu sắc một huyền thoại.
Đến năm 796, niên hiệu Trinh Nguyên Thôi Hộ đậu tiến sĩ, làm tiết độ sứ Lĩnh Nam.